# Pangrapta griseistriga
Pangrapta griseistriga är en fjärilsart som beskrevs av Bethune-Baker 1906. Pangrapta griseistriga ingår i släktet Pangrapta och familjen nattflyn. Inga underarter finns listade i Catalogue of Life.